# Hofanlage Ortsstraße 28
Die Hofanlage Ortsstraße 28 in der niedersächsischen Gemeinde Lamstedt-Wohlenbecker Moor, Samtgemeinde Börde Lamstedt, im Landkreis Cuxhaven stammt aus dem 19. Jahrhundert. Aktuell (2024) wird sie wohl gewerblich genutzt.
Die Gebäude stehen unter Denkmalschutz (siehe auch Liste der Baudenkmale in Lamstedt).

## Geschichte und Beschreibung
Lamstedt wurde 1115 erstmals erwähnt und Wohlenbeck 1492. Das kleine Dorf Wohlenbeck wurde 1972 eingemeindet.
Die Hofanlage besteht aus
- dem eingeschossigen giebelständigen sanierten Wohn- und Wirtschaftsgebäude von 1848 (Inschrift) als Zweiständer-Hallenhaus in Rasterfachwerk mit Steinausfachungen und reetgedecktem Satteldach mit Uhlenloch; der Wirtschaftsgiebel mit der korbbogenförmigen Grooten Door wurde im oberen Giebeldreieck regionaltypisch senkrecht verbrettert,[1] und
- der eingeschossigen giebelständigen Scheune von 1920 (Inschrift) in verbrettertem Fachwerk aus älteren Hölzern und reetgedecktem Satteldach: unklar ist, ob das Haus noch besteht.

Das Landesdenkmalamt befand u. a.: „… Teil der Hofanlage Ortsstraße 28 in Wohlenbeck … geschichtliche und städtebauliche Bedeutung …“